# Kwame Anthony Appiah

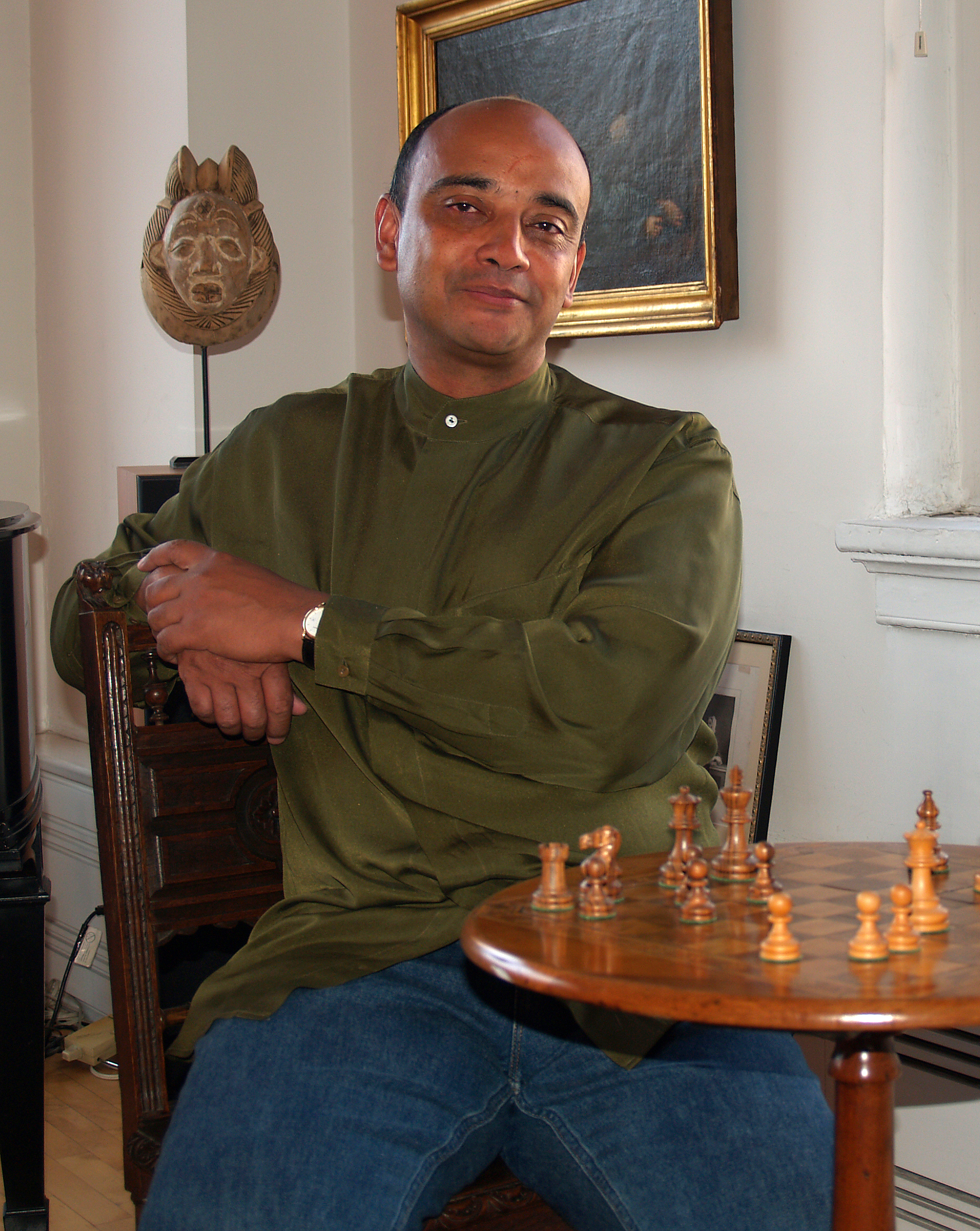
Kwame Anthony Appiah (2007)

Kwame Anthony Appiah (Londen, 8 mei 1954) is een Ghanees-Britse filosoof, cultuurtheoreticus en schrijver. Hij is bekend door zijn denkbeelden over het begrip identiteit, waarbij hij uitgaat van de fundamentele gelijkheid van alle mensen op deze aarde, ongeacht hun ras of andere vormen van identiteit. De mensheid vormt een eenheid in verscheidenheid. 

Appiah noemt zichzelf het product van twee werelden: zijn jeugd speelde zich zowel af in een grote stad in Ghana als op het platteland van Engeland.

## Persoonlijk leven en loopbaan
Appiah werd geboren in Londen, als zoon van de Ghanese politicus Joe Appiah en de Engelse kinderboekenschrijfster Peggy Cripps. Hij groeide op in de tweede stad van Ghana, Kumasi, samen met zijn drie zusjes. Dagelijks zag hij hoe  mensen van heinde en verre in de stad aankwamen, op zoek naar een beter bestaan. Haast ongemerkt namen nieuwe en oude inwoners gewoontes van elkaar over.
Zijn moeder, Peggy Cripps, was afkomstig uit een familie met een lange politieke traditie. Haar vader Stafford Cripps  was een vooraanstaand lid van de Labour Party. Anthony’s vader, Joe Appiah, behoorde tot het Ashanti (volk) en was een directe nakomeling van Osei KufuTutu 1, de krijgsheer/koning van het prekoloniale Ghana. Joe Appiah vocht aan de zijde van Kwame Nkrumah voor de onafhankelijkheid van Ghana, maar werd later diens tegenstander.

Tussen 1970 en 1972 leidde hij een oppositiepartij in Ghana en van 1977 tot 1979 diende hij als de Ghanese afgevaardigde bij de Verenigde Naties.
Een groot deel van zijn jeugd bracht Anthony, vanwege de politieke problemen van zijn vader, door bij  zijn grootouders in Engeland. Zijn middelbareschooltijd verbleef hij op een chique internaat, de Bryanston School en van 1972 tot 1975  studeerde hij medicijnen aan het Clare college van de University of Cambridge. Vervolgens stapte hij over naar de studierichting filosofie en behaalde in 1982 zijn Ph.D. , als eerste persoon van Afrikaanse afkomst.
Appiah was lector in de filosofie en African-American studies aan de Universiteit van Ghana, de University of Cambridge, Duke University,Yale University, Harvard University en Princeton University.  Sinds 2014 is hij hoogleraar filosofie en rechten aan de Universiteit van New York.
Naast zijn werk als docent was Appiah  ook bestuurslid van het PEN American center. Samen met literatuurcriticus en filmmaker Henry Louis Gates Jr. is hij ook redacteur van Transition Magazine. Hij woont in New York  en heeft  al meer dan twintig jaar een relatie met  een Joodse Amerikaan, Henri Finder.
Regelmatig bezoekt Appiah nog zijn tweede vaderland Ghana. In 2016 kreeg hij de officiële titel van chief in het district Nduom, waar zijn voorvaders vandaan kwamen. Zijn moeder was zo gehecht geraakt aan het leven in Kumassi dat ze er tot haar dood bleef wonen.

## Identiteit
Het vroege filosofische werk van Appiah handelt over taalfilosofie, maar in het overgrote deel  van zijn wetenschappelijk werk zoekt hij naar de betekenis van het begrip identiteit.  Hij onderscheidt in zichzelf verschillende aspecten van zijn persoonlijkheid: zijn moeder is Engels, zijn vader Ghanees. Appiah is zelf immigrant in de Verenigde Staten en hij voelt zich, als homoseksueel, ook verbonden met de Lgbt gemeenschap.  Hij betoogt dat mensen elkaar graag in een hokje willen plaatsen. We plakken labels op anderen op het gebied van gender, ras, godsdienst, nationaliteit en maatschappelijke klasse. Ze bepalen hoe we kijken naar het individu, hun gelijkgezinden en anderen die niet tot deze groep behoren en werken door in de manier, waarop we met hen omgaan.

Het denken over het begrip identiteit is vanaf het begin van de 19e eeuw tot het einde van de 20e eeuw aanzienlijk veranderd. Tot die tijd bepaalde de kerk met name, hoe men naar zichzelf en de  wereld keek. Naarmate mensen vaker hun geboortegrond verlieten en verhuisden naar een ander land, kregen ze ook een andere identiteit. De strijd voor vrouwenrechten begon rond 1900. Na de Industriële revolutie waren de leefomstandigheden van de arbeiders verbeterd. Men raakte gewend aan meer luxe en de rolpatronen mannen en vrouwen veranderden ook.
In 1948 stond in de  Universele Verklaring van de Rechten van de Mens te lezen dat ieder mens recht heeft op waardigheid en respect. Volgens deze verklaring is de menselijke waardigheid een van de beginselen van de universaliteit van mensenrechten.
Om dit recht te verzilveren kan een deel van de identiteit ook een beletsel zijn, zoals de Dalits in India die tot een achtergestelde groep behoren. De laatste jaren ligt bij identiteit de nadruk op raciale verschillen, zoals bij de Zwarte bewustzijnsbeweging, eerst in Zuid-Afrika en later in de Verenigde Staten. De Stonewall-rellen resulteerden in een grotere aandacht voor de Lgbt-gemeenschap.

Identiteitsdenken ligt ook aan de basis van strijd en concurrentie in tijden van oorlog en schaarste. Na het uiteenvallen van Joegoslavië was de economie in de nieuwe republieken volledig ingestort. Omdat er vooral solidariteit was binnen de eigen etnische groep, kregen volksgenoten op allerlei terreinen bij de wederopbouw voorrang. Het duidelijkste voorbeeld is Rwanda, een klein land, waar de beperkte ruimte en middelen van bestaan leidden tot de etnische genocide.

## Kosmopolitisme
Prehistorische jager-verzamelaars kwamen in hun hele leven minder mensen tegen dan wij tijdens één dag winkelen in de Kalverstraat. Ofschoon onze beschaving is ontstaan in een wereld van geïsoleerde stammen leven we tegenwoordig in een wereld, waarin de kleinste gebeurtenissen gevolgen kunnen hebben voor miljoenen onbekenden aan de andere kant van de aarde. 

In zijn boek  Cosmopolitanism: Ethics in a World of Strangers uit 2007, betoogt Appiah dat we allen verantwoordelijk zijn voor elkaar, maar dit betekent niet dat we verplicht zijn om onze materiële welvaart op te geven ten bate van de Derde Wereld. Alleen internationale politieke besluitvorming kan de ongelijkheid in de wereld verminderen. Armoedebestrijding is de sleutel voor vrede en stabiliteit.
Verder hanteert Appiah het principe van universele betrokkenheid bij elkaar maar respect voor legitieme verschillen. Hij noemt morele waarden een kwestie van smaak, al naargelang de heersende opvattingen in landen wereldwijd. Er loopt een dunne scheidslijn tussen geloof, bijgeloof en wetenschap.
In het artikel Education for Global Citizenship (Lessen voor Wereldburgerschap) betoogt hij dat de "wereld één is in verscheidenheid."
Die eenheid is belangrijker dan de verscheidenheid, zegt Appiah. Culturele verschillen dienen gerespecteerd te worden, voor zover zij niet schadelijk zijn voor anderen en het algemeen belang. Hij raadt iedereen aan om kennis te nemen van andermans zeden en gewoontes. Vaak gebeurt dat  al automatisch. Typische kenmerken van de westerse cultuur, zoals smartphones, Coca-Cola en passie voor  voetbal, zijn ook doorgedrongen tot afgelegen dorpjes in Ghana en dragen bij tot wederzijds begrip.  Appiah hoopt op een verlichte gemeenschap van wereldburgers die door de dialoog elkaar ontdekken.
Critici verwijten Appiah dat hij het diepgaande onbegrip onderschat tussen fundamentalisten en andersdenkenden  binnen de verschillende geledingen. Maar, zo schrijft The Guardian, zijn boek is een welkom geluid binnen het hedendaagse cultuurpessisme.

## De leugens die ons binden
In het boek The lies that bind us (rethinking identity) (De leugens die ons binden), dat in 2018 verscheen, borduurt Appiah voort op thema's als geloof, land, cultuur en klasse. Hij stelt dat het denken in identiteit niet louter negatief is. Het voortdurend benadrukken van de nationale identiteit door de overheid in China is erop gericht dat de 1,5 miljard Chinezen elkaar onderling steunen. Het Belgisch-Nederlands systeem van verzuiling noemt Appiah, een goed voorbeeld van georganiseerde identiteit.
Hij probeert ook bepaalde mythes (leugens) door te prikken.

In de collegebanken krijgt Appiah regelmatig van zijn Afro-Amerikaanse studenten te horen, dat zij op slavenschepen naar de Verenigde Staten vervoerd zijn. Hij wijst hun erop dat het waarschijnlijker is, dat ze met de bus uit Brooklyn zijn gekomen. Zij claimen hun deel van de geschiedenis, maar, zegt Appiah, het is in feite het verhaal van hun voorouders.

## In het huis van mijn vader
Over Afrikaanse schrijvers en denkers gaat een van zijn eerste boeken In My Father’s House (1992). Hij zet vraagtekens bij de zogenaamde eeuwenoude tradities en gewoontes in Afrika en noemt ze veelal verzinsels, die in de loop van de tijd veranderen van inhoud. 
Collega hoogleraar Afro-Amerikaanse studies Molefe Kete Asante bekritiseert het werk van Appiah en noemt het anti Afrikaans. Asante schrijft dat Appiah pas sinds kort een Afrikaanse voornaam (Kwame) is gaan gebruiken, in plaats van Anthony. Hij doet dit om de lezer eraan te herinneren dat hij zwart is. Dat is ook wel nodig, zegt Mofete, want "hij schrijft en spreekt vaak alsof hij wit is."

## Publicaties

### Boeken
- Cosmopolitanism: Ethics in a World of Strangers.  New York: W.W. Norton, 2006.
- The Ethics of Identity. Princeton, NJ: Princeton University Press, 2005.
- Thinking It Through: An Introduction to Contemporary Philosophy. New York: Oxford University Press, 2003.
- Africana: The Concise Desk Reference. onder redactie samen met H.L. Gates Jr. Philadelphia: Running Press, 2003.
- Kosmopolitische Patriotismus. Frankfurt: Suhrkamp, 2002.
- Bu Me Bé: The Proverbs of the Akan. Samen met echtgenote Peggy Appiah en een assistent, Ivor Agyeman-Duah. Accra: The Center for Intellectual Renewal, 2002.
- Color Conscious: The Political Morality of Race. Samen met Amy Gutmann, ingeleid door David Wilkins. Princeton, NJ: Princeton University Press, 1996.
- In My Father's House: Africa in the Philosophy of Culture. London: Methuen, 1992; New York: Oxford University Press, 1992.
- Necessary Questions: An Introduction to Philosophy. New York: Prentice-Hall/Calmann & King, 1989.
- For Truth in Semantics. Oxford: Blackwell's, 1986.
- Assertion and Conditionals. Cambridge: Cambridge University Press, 1985.

### Romans
- Another Death in Venice: A Sir Patrick Scott Investigation. London: Constable, 1995.
- Nobody Likes Letitia. London: Constable, 1994.
- Avenging Angel. London: Constable, 1990; New York: St. Martin's Press, 1991.

### Bundels
- Early African-American Classics. (edited with an introduction) New York: Bantam, 1990.
- Langston Hughes: Critical Perspectives Past and Present. Ed. with Henry Louis Gates Jr. Amistad Literary Series. New York: Amistad Press, 1993.
- Zora Neale Hurston: Critical Perspectives Past and Present. Ed. with Henry Louis Gates Jr. Amistad Literary Series. New York: Amistad Press, 1993.
- Toni Morrison: Critical Perspectives Past and Present. Ed. with Henry Louis Gates Jr. Amistad Literary Series. New York: Amistad Press, 1993.
- Gloria Naylor: Critical Perspectives Past and Present. Ed. with Henry Louis Gates Jr. Amistad Literary Series. New York: Amistad Press, 1993.
- Alice Walker: Critical Perspectives Past and Present. Ed. with Henry Louis Gates Jr. Amistad Literary Series. New York: Amistad Press, 1993.
- Richard Wright: Critical Perspectives Past and Present. Ed. with Henry Louis Gates Jr. Amistad Literary Series. New York: Amistad Press, 1993.
- Chinua Achebe: Critical Perspectives Past and Present. Ed. with Henry Louis Gates Jr. Amistad Literary Series. New York: Amistad Press, 1993.
- Ann Petry: Critical Perspectives Past and Present. Ed. with Henry Louis Gates Jr. Amistad Literary Series. New York: Amistad Press, 1994.
- Frederick Douglass: Critical Perspectives Past and Present. Ed. with Henry Louis Gates Jr. Amistad Literary Series. New York: Amistad Press, 1994.
- Identities. Ed. with Henry Louis Gates Jr. Chicago: Chicago University Press, 1995.
- A Dictionary of Global Culture. Ed. with Henry Louis Gates Jr. New York: Knopf, 1996.
- Encarta Africana. Ed. with Henry Louis Gates Jr. Redmond, Washington: Microsoft, 1999.
- Africana: The Encyclopedia of the African and African-American Experience. Ed. with Henry Louis Gates Jr. New York: Basic-Civitas, 1999.
- Encarta Africana 2000. Ed. with Henry Louis Gates Jr. Redmond, Washington: Microsoft, 1999.
- The Poetry of our World: An International Anthology of Contemporary Poetry. Ed. by Jeffrey Paine with Kwame Anthony Appiah, Sven Birkerts, Joseph Brodsky, Carolyn Forché, and Helen Vendler (Edited and introduced African section.) New York: HarperCollins Publishers, 2000.
- Buying Freedom: The Ethics and Economics of Slave Redemption Ed. by Martin Bunzl and Kwame Anthony Appiah, with an introduction by Kevin Bales. Princeton, NJ: Princeton University Press, 2007.

### Essays
- “Stereotypes and the Shaping of Identity.” In Prejudicial Appearances: The Logic of American Anti-Discrimination Law by Robert C. Post, with K. Anthony Appiah, Judith Butler, Thomas C. Grey, and Reva B. Siegel. Durham: Duke University Press, 2001. p. 55-71.
- “Grounding Human Rights.” In Human Rights As Politics and Idolatry by Michael Ignatieff with commentaries by K. Anthony Appiah, David Hollinger, Thomas W. Laqueur and Diane F. Orentlicher, edited by Amy Gutmann. Princeton: Princeton University Press, 2001. p. 101-116.
- “Aufklärung und Dialog der Kulturen,” In Zukunftsstreit, ed. by Wilhelm Krull. Weilerswist: Velbrück Wissenschaft, 2000. p. 305-328.
- “Yambo Ouolouguem and the Meaning of Postcoloniality.” In Yambo Ouologuem: Postcolonial Writer, Islamic Militant. Christopher Wise (ed.) Boulder, CO: Lynne Rienner Publishers, 1999. p. 55-63.
- “Race, Pluralism and Afrocentricity” The Journal of Blacks in Higher Education, 19 (Spring 1998) p. 116-118.
- “Identity: Political not Cultural.” In Field Work: Sites in Literary and Cultural Studies. Marjorie Garber, Rebecca L. Walkowitz, Paul B. Franklin (eds.) New York: Routledge, 1997. p. 34-40.
- “Is the 'Post-' in 'Postcolonial' the 'Post-' in 'Postmodern'?”. In Dangerous Liaisons. Anne McClintock, Aamir Mufti, Ella Shohat (eds. and introd.) MN: University of Minnesota Press, 1997. p. 420-444.
- “Race, Culture, Identity: Misunderstood Connections.” The Tanner Lectures on Human Values, No.17. Salt Lake City: University of Utah Press, 1996. p. 51-136.
- “Philosophy and Necessary Questions.” in Readings in African Philosophy: An Akan Collection. Safro Kwame (ed.) Washington, DC: University Press of America, 1995. p. 1-22.
- “Identity, Authenticity, Survival: Multicultural Societies and Social Reproduction.” In Multiculturalism: Examining "The Politics of Recognition." An essay by Charles Taylor, with commentary by Amy Gutmann (editor), K. Anthony Appiah, Jürgen Habermas, Steven C. Rockefeller, Michael Walzer, Susan Wolf. Princeton, NJ: Princeton University Press, 1994. p. 149-164.
- “The Impact of African Studies on Philosophy.” With V. Y. Mudimbe. In The Impact of African Studies on the Disciplines. Edited by Robert Bates, V. Y. Mudimbe and Jean O'Barr. Chicago: Chicago University Press, 1993. p. 113-138.
- “African-American Philosophy?” Philosophical Forum. Vol. XXIV, Nos. 1-3 (Fall-Spring 1992-93) p. 1-24. Reprinted in African-American Philosophical Perspectives and Philosophical Traditions, p. 11-34. John Pittman (ed.) New York: Routledge, 1997.
- “African Identities.” In Constructions identitaires: questionnements théoriques et études de cas. Jean-Loup Amselle, Anthony Appiah, Shaka Bagayogo, Jean-Pierre Chrétien, Jocelyne Dakhlia, Ernest Gellner, Richard LaRue, Valentin-Yves Mudimbe, Jerzy Topolski, Fernande Saint-Martin sous la direction de Bogumil Jewsiewicki et Jocelyn Létourneau Actes du Célat No. 6, Mai 1992. CÉLAT, Université Laval, 1992.
- “Introductory Essay.” Achebe, Chinua. Things Fall Apart. London: Everyman, 1992.
- “Inventing an African Practice in Philosophy: Epistemological Issues.” In The Surreptitious Speech: Présence Africaine and the Politics of Otherness 1947-1987. V.Y. Mudimbe (ed.) (Chicago: Chicago University Press, 1992) pp. 227–237.
- “But would that still be me? Notes on gender, `race,' ethnicity as sources of identity.” The Journal of Philosophy, Vol. LXXXVII, No. 10 (October 1990) p. 493-499.
- “Alexander Crummell and the Invention of Africa.” The Massachusetts Review, Vol. XXXI, No. 3 (Autumn, 1990) p. 385-406.
- “Tolerable Falsehoods: Agency and the Interests of Theory.” In Consequences of Theory. Barbara Johnson & Jonathan Arac (eds.) Baltimore: Johns Hopkins University Press, 1991 p. 63-90.
- “Racisms.” In Anatomy of Racism. David Goldberg (ed.) Minneapolis: Minnesota University Press, 1990. p. 3-17.
- “Race.” In Critical Terms for Literary Study. Frank Lentricchia & Tom McLaughlin (eds.) Chicago University Press, 1989. p. 274-287.
- “Out of Africa: Topologies of Nativism.” The Yale Journal of Criticism, 2.1, (1988) p. 153-178.
- “A Long Way From Home: Richard Wright in the Gold Coast.” In Richard Wright. Harold Bloom (ed.) New York: Chelsea House, Modern Critical Views, 1987. p. 173-190.
- “Racism and Moral Pollution.” Philosophical Forum, Vol. XVIII, Nos. 2-3 (Winter-Spring, 1986-1987. p. 185-202. *“The Uncompleted Argument: Du Bois and the Illusion of Race.” Critical Inquiry, 12, (Autumn 1985).
- “Are We Ethnic? The Theory and Practice of American Pluralism.” Black American Literature Forum, 20 (Spring-Summer 1986) p. 209-224.
- "Deconstruction and the Philosophy of Language." Diacritics, Spring 1986, p. 49-64
- "The Importance of Triviality." Philosophical Review, 95 (April 1986) p. 209-231.
- "Verificationism and the Manifestations of Meaning." Aristotelian Society Supplementary Volume, 59 (1985) p. 17-31.
- "Soyinka and the Philosophy of Culture." In Philosophy in Africa: Trends and Perspectives. P.O. Bodunrin (ed.) Ile-Ife: University of Ife Press, 1985. p. 250-263.
- "Generalizing the Probabilistic Semantics of Conditionals." Journal of Philosophical Logic, 13 (1985) p. 351-372.
- "An Argument Against Anti-realist Semantics." Mind 93, (October 1984) p. 559-565.
- "On Structuralism and African Fiction: An analytic critique." Black American Literature Forum, 15 (Winter 1981). In Black Literature and Literary Theory Henry Louis Gates Jr. (ed.) London: Methuen, 1984. p. 127-150.
- "Structuralist Criticism and African fiction: an Analytic Critique.” Black American Literature Forum, 15. 4 (Winter 1981) p. 165-174.